# Willem Key
Willem Key, né vers 1515 ou 1520 à Bréda, et mort le 5 juin 1568 à Anvers, est un peintre flamand.

## Biographie
Willem Key est né vers 1515 ou 1520 à Bréda. 

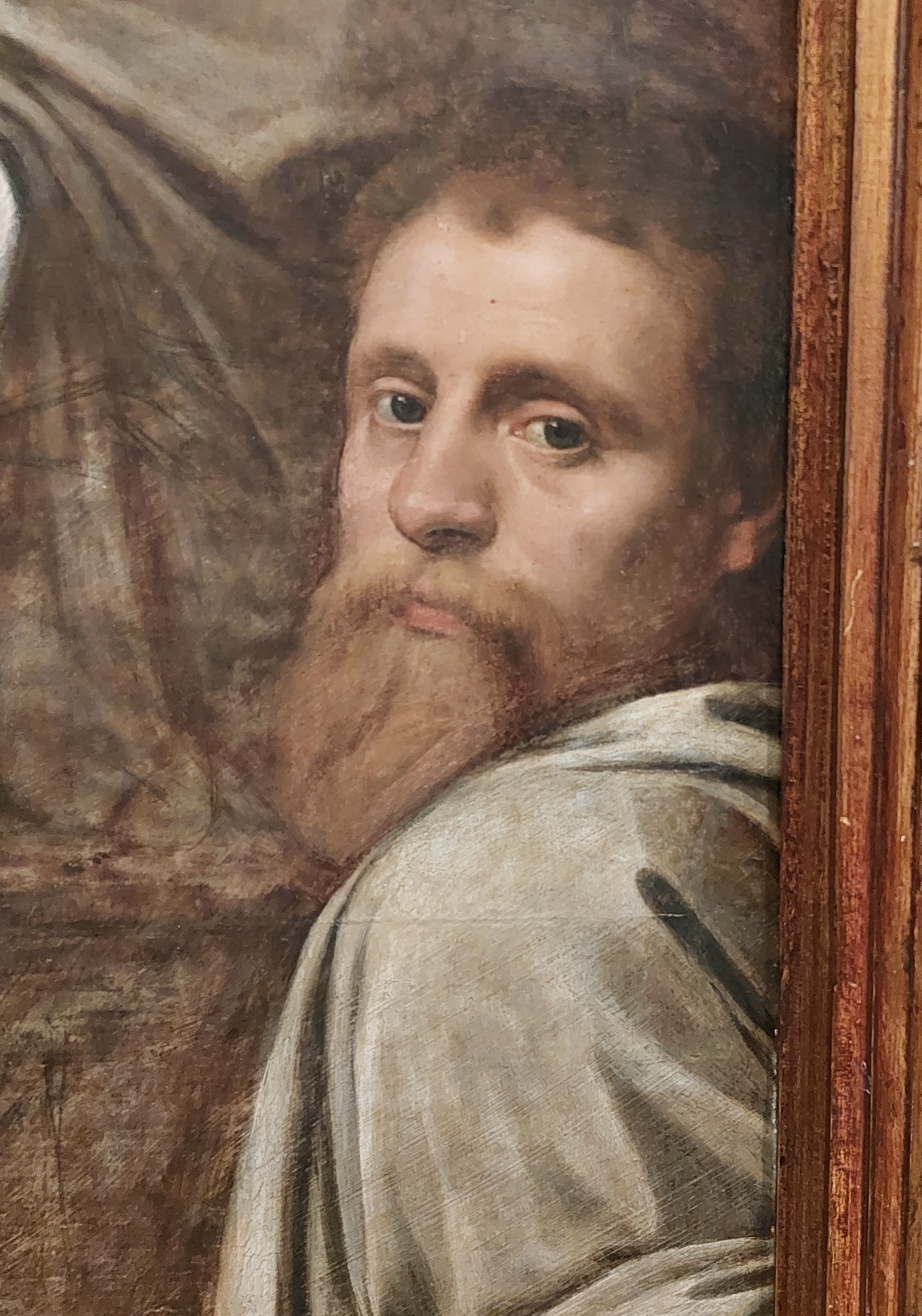
Detail de La Cène legal, portrait du peintre

Il est élève de Pieter Coecke van Aelst à Anvers entre 1529 et 1531. Vers 1539 jusque environ 1541, à Liège il est l'élève de Lambert Lombard. Il est le camarade de Frans Floris et de Dominique Lampson qui le représentera dans son ouvrage Les Effigies des peintres célèbres des Pays-Bas. Peintre d'histoire et surtout peintre de portraits, Key habite Anvers et fait partie en 1542 de la gilde de Saint-Luc. Il devient citoyen le 25 avril 1550 et doyen de la guilde en 1552 et maître en 1562. Il fait de sa maison un musée artistique et archéologique. Il semble avoir abjuré le protestantisme et avoir sympathisé avec les Guises.
Willem Key meurt le 5 juin 1568 à Anvers,.

## Œuvres

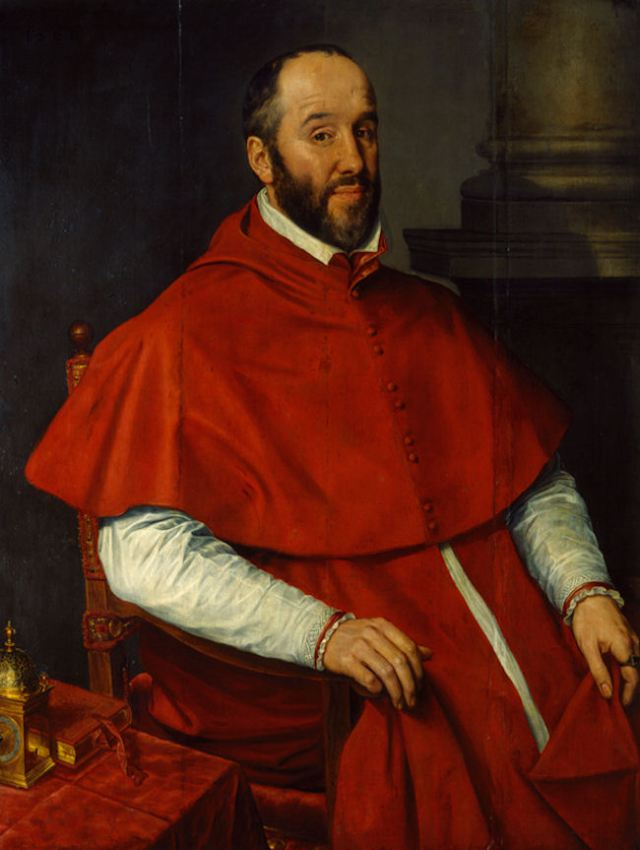
Antoine Perrenot de Granvelle

Selon La Grande Encyclopédie, il reste peu de tableau de cet artiste. Selon le Dictionnaire des peintres belges, peu d'œuvres lui sont attribuées avec certitude. 
- Portraits en pied de Magistrats de la ville d'Anvers (dans le haut en voit le Christ et des anges)[5], réalisé pour la maison de ville d'Anvers, ce grand tableau disparait dans l'incendie de 1576[4].
- Les conseillers d'Anvers, Hôtel du Conseil d'Anvers, 1576, emporté en Espagne[2].
- On voit de lui une Mise au tombeau à la galerie Six à Amsterdam[4].
- Portrait de Gilles Mostaert à Vienne[4].
- Les Portraits des fondateurs de la chapelle des maîtres selliers d'Anvers, Anvers[4],[5]
- Il peint à Bruxelles le portrait du Cardinal Granvelle, conservé au musée d'Anvers[4]. Le prélat l'avait acquis pour 40 rycksdales soit 2400 francs, une somme importante à l'époque[5].
- Autel de la cathédrale d'Anvers[2].
- Triomphe du Christ[2].
- Plusieurs portraits de famille[2].
- Quatre tableaux, collection de Charles 1er[2].
- Quatre tableaux, inventaire de l'archiduc Léopold[2].
- Sept portraits, collection Buckingam[2].
- Dame de la famille Centen, musée d'Amsterdam[2].
- Descente de Croix, vente Hasselaer 1797[2].
- Ensevelissement du Christ, collection Six[2].
- Lazarus Spinola, Hampton-Court[2].
- Suzanne au bain, musée de Pommersfelden[2].
- Portrait d'homme, musée de Budapest[2].
- Deux portraits, musée de Hanovre[2].
- Deux portraits, musée de Vienne[2].
- Figure nue allégorique, œuvre dessinée, Vienne, Albertina[2].
- Il peint le portrait du Duc d'Albe, mais il meurt de le peindre : on raconte, en effet, que le Duc d'Albe, tandis qu'il pose devant lui, s'entretient avec ses conseillers de la perte d'Egmont et que le peintre en est tellement impressionné qu'il en tombe malade et qu'il meurt le jour même de l'exécution d'Egmont et de Hornes[Note 1]; on dit aussi qu'il meurt de la seule frayeur que lui cause la vue du duc d'Albe[4].